# Michail Pawlowitsch Bestuschew-Rjumin

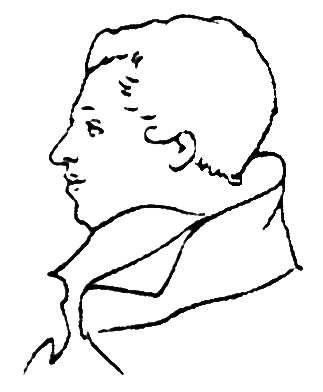
Michail Pawlowitsch Bestuschew-Rjumin (Portrait durch A. Ivanovsky, 1820er Jahre)

Michail Pawlowitsch Bestuschew-Rjumin (russisch Михаил Павлович Бестужев-Рюмин, wiss. Transliteration Michail Pavlovič Bestužev-Rjumin; * 23. Maijul. / 4. Juni 1801greg. in Kudrjoschki, Gouvernement Nischni Nowgorod; † 13.jul. / 25. Juli 1826greg. in Sankt Petersburg) war ein russischer Revolutionär und Anführer des Dekabristenaufstandes, nach dessen Scheitern er hingerichtet wurde.

## Leben
Michail Bestuschew-Rjumin stammte aus einer russischen Adelsfamilie; er erhielt eine gute Hauslehrerausbildung. Sein Vater war höfischer Berater und Stadthauptmann der Stadt Gorbatow im Gouvernement Nischni Nowgorod. 1816 übersiedelte die Familie nach Moskau. 1818 trat er als Junker in das Kavallerieregiment ein und begann seine Offiziersausbildung. In den Folgejahren bis 1823 diente er im Semenow'schen Garderegiment und im Poltawa-Infanterieregiment und wurde bis zum Sekondeleutnant befördert.
Ab 1823 war er einer der Führer der Südlichen Dekabristenvereinigung und nahm an Geheimkongressen in Kamjanka und Kiew teil. Zusammen mit Sergei Murawjow-Apostol organisierte er den Aufstand des Tschernigower Regiment in Trylissy bei Bila Zerkwa in der Ukraine.
Am 27. Dezember 1825 wurde er in Trylissy verhaftet, am 3. Januar in Fesseln nach Sankt Petersburg überstellt und dort in der Peter-Pauls-Festung inhaftiert. Von Februar bis April war er in Eisenfesseln gelegt. Am 11.jul. / 23. Juli 1826greg. verurteilte man ihn zum Tod durch Hängen, zwei Tage später wurde er – zusammen mit vier anderen Anführern des Aufstandes – in der Festung hingerichtet.